# Wydrzyki
Wydrzyki (Stercorariidae) – monotypowa rodzina ptaków z rzędu siewkowych (Charadriiformes).

## Zasięg występowania
Rodzina obejmuje gatunki występujące w Eurazji, Ameryce, Antarktydzie i na Oceanie Południowym

## Morfologia
Długość ciała 41–64 cm, rozpiętość skrzydeł 105–160 cm; masa ciała 230–2100 g (samice są większe i cięższe od samców). 

## Systematyka

### Etymologia
- Stercorarius: łac. stercorarius – „z gnoju, z łajna”, od stercus, stercoris – „gnój, łajno”; wydrzyki ścigają inne ptaki morskie, dopóki te nie zwymiotują swojego jedzenia i dawniej brano wyplute jedzenie za odchody[16].
- Catharacta: gr. καταρακτης kataraktēs lub καταρρακτης katarrhaktēs „nieznany drapieżny ptak morski” wspomniany przez Arystotelesa i Dionizjosa[16]. Gatunek typowy: Catharacta skua Brünnich, 1764.
- Lestris: gr. λη̣στρις lēistris „piratka”, od λῃστηρ lēistēr, λῃστηρος lēistēros „pirat”, od ληις lēis „łup, grabież”[16]. Gatunek typowy: Larus parasiticus Linnaeus, 1758.
- Labbus: opis na podstawie „Labbé” z Brissona w 1760 roku, od szw. nazwy Labbe lub Labb dla wydrzyka[16]. Nomen nudum.
- Oceanus: w greckiej mitologii Okeanos (stgr. Ὠκεανός Ōkeanós, łac. Oceanus) był bogiem oceanów, mężem Tetydy i ojcem nimf[16]. Gatunek typowy: Larus parasiticus Linnaeus, 1758; młodszy homonim Oceanus Montfort, 1808 (Mollusca).
- Catarracta: gr. καταρακτης kataraktēs lub καταρρακτης katarrhaktēs „nieznany drapieżny ptak morski” wspomniany przez Arystotelesa i Dionizjosa[16]. Gatunek typowy: Larus parasiticus Linnaeus, 1758.
- Praedatrix: łac. praedatrix, praedatricis „łupieżczyni”, od praedator, praedatoris „łupieżca”, od praedari „grabować, plądrować”, od praeda „łup”[16]. Gatunek typowy: Larus parasiticus Linnaeus, 1758.
- Coprotheres: gr. κοπρος kopros „kał, gnój”; -θηρας -thēras „łowca”, od θηραω thēraō „polować”, od θηρ thēr, θηρος thēros „bestia, zwierzę”[16]. Gatunek typowy: Lestris pomarinus Temminck, 1815
- Atalolestris: gr. αταλος atalos „delikatny”; rodzaj Lestris Illiger, 1811[16]. Gatunek typowy: Stercorarius longicaudus Vieillot, 1819.

### Podział systematyczny
Do rodziny wydrzyków należy jeden rodzaj z następującymi gatunki:
- Stercorarius longicaudus Vieillot, 1819 – wydrzyk długosterny
- Stercorarius parasiticus (Linnaeus, 1758) – wydrzyk ostrosterny
- Stercorarius pomarinus (Temminck, 1815) – wydrzyk tęposterny
- Stercorarius skua (Brünnich, 1764) – wydrzyk wielki
- Stercorarius maccormicki H. Saunders, 1893 – wydrzyk antarktyczny
- Stercorarius antarcticus (Lesson, 1831) – wydrzyk brunatny
- Stercorarius chilensis Bonaparte, 1857 – wydrzyk amerykański